# 이음 (위상수학)

두 선분의 이음은 다음과 같은, 속이 찬 사면체이다.

대수적 위상수학에서 이음(영어: join 조인[*])은 두 위상 공간 {\displaystyle X}, {\displaystyle Y}가 주어졌을 때, {\displaystyle X}와 {\displaystyle Y}의 분리합집합에, {\displaystyle X}의 한 점과 {\displaystyle Y}의 한 점을 잇는 모든 선분들을 추가하여 얻는 위상 공간이다.

## 정의
두 위상 공간 {\displaystyle X}, {\displaystyle Y}의 이음은 다음과 같은 곱공간의 몫공간이다.
{\displaystyle X\star Y={\frac {X\times Y\times [0,1]}{\sim }}}
여기서 동치 관계 {\displaystyle \sim }는 다음과 같다.
{\displaystyle (x,y,t)\sim (x',y',t')\iff (t=t')\land \left(x=x'\lor t=1\right)\land \left(y=y'\lor t=0\right)}
즉,
{\displaystyle (x,y,0)\sim (x',y,0)}
{\displaystyle (x,y,1)\sim (x,y',1)}
이다. 다시 말해, 기둥 {\displaystyle X\times Y\times [0,1]}을 양끝에서 서로 반대 방향으로 찌그려뜨린 것이다.
한원소 공간 {\displaystyle Y=\{\bullet \}}과의 이음
{\displaystyle X\star \{\bullet \}\cong {\frac {X\times [0,1]}{X\times \{1\}}}}
을 {\displaystyle X}의 뿔(영어: cone)이라고 한다.
두 점을 가진 공간 {\displaystyle (X,\bullet _{X})}, {\displaystyle (Y,\bullet _{Y})}의 축소 이음(영어: reduced join)은 다음과 같다.
{\displaystyle X*Y={\frac {X\star Y}{X\star \{\bullet _{Y}\}\cup \{\bullet _{X}\}\star Y}}}
이는 사실 분쇄곱 {\displaystyle X\wedge Y}의 축소 현수와 위상 동형이다. 이음과 축소 이음은 서로 호모토피 동치이다.

## 예
초구의 이음은 다음과 같이 초구이다.
{\displaystyle \mathbb {S} ^{m}\star \mathbb {S} ^{n}\cong \mathbb {S} ^{m+n+1}}
크기 2의 이산 공간 {\displaystyle \mathbb {S} ^{0}}과의 이음은 현수와 위상 동형이다.